# Malcher Gabriel Mielwid
Malcher Gabriel Mielwid herbu Masalski – pisarz ziemski starodubowski w latach 1636–1671, pisarz dekretowy sądów zadwornych Wielkiego Księstwa Litewskiego.
Elektor w 1632 roku z Księstwa Żmudzkiego. Poseł na sejm 1662 roku z powiatu starodubowskiego. Na sejmie 1662 roku wyznaczony z Koła Poselskiego komisarzem do zapłaty wojsku Wielkiego Księstwa Litewskiego.